# Microdiálisis cerebral

Sonda para microdiálisis cerebral con componentes.

La microdiálisis cerebral (o intracerebral) es una técnica de muestreo desarrollada para estudiar la concentración de solutos químicos (principalmente neurotransmisores) en el compartimiento extracelular del cerebro mediante la implantación de un tubo de membrana de diálisis.

## Importancia biomédica
Durante las últimas décadas, la necesidad de medir la liberación de neurotransmisores in vivo en el sistema nervioso central (SNC) ha impulsado el desarrollo de técnicas innovadoras para muestrear el fluido extracelular en el cerebro de animales de experimentación.
Históricamente, uno de los métodos que evolucionó para este propósito fue la perfusión push-pull que involucró la inserción estereotáxica de una cánula de contrafuerte en un área seleccionada del cerebro. Siendo un sistema de flujo abierto, la perfusión push-pull permitió un contacto directo del fluido de perfusión con el tejido cerebral, que a menudo causaba daño tisular, contaminación microbiana y sanguínea, etc. Para evitar tales inconvenientes, se adjuntó una membrana semipermeable a la punta de la cánula y el dispositivo se llamó bolsa de diálisis o dialitrodo. Este pronto fue reemplazado por un enfoque más directo, la diálisis intracerebral, en la que la bolsa de diálisis fue sustituida por una fibra hueca, la membrana de diálisis.
El término diálisis se refiere al paso de pequeñas moléculas a través de una membrana semipermeable, un proceso impulsado por un gradiente de concentración. Las sustancias endógenas se difunden desde el fluido extracelular al medio de perfusión. Por otro lado, los compuestos exógenos se pueden infundir localmente a través de la sonda de diálisis y alcanzar el compartimiento del cerebro a través de este gradiente de concentración. A diferencia de la perfusión push-pull, la diálisis se basa en un sistema de flujo cerrado. Por lo tanto, solo se necesita una sola bomba de perfusión. La sonda se perfunde constantemente con una solución fisiológica a un caudal bajo y luego se recogen las muestras perfundidas para un análisis posterior. Debido a su relativa facilidad de uso, la microdiálisis se ha convertido en la técnica de elección para el análisis in vivo de neurotransmisores en el compartimento extracelular del cerebro de animales de experimentación. Su uso ha sido fundamental en la identificación del mecanismo de acción de numerosas drogas psicoactivas. En particular, la microdiálisis ha permitido aclarar elementos neuronales (neurotransmisores, receptores) y redes cerebrales afectadas por dos de las clases de fármacos más importantes en psiquiatría: los antidepresivos y los antipsicóticos.